# 10815 Остергарн
10815 Остергарн (10815 Ostergarn) — астероїд головного поясу, відкритий 19 березня 1993 року.
Тіссеранів параметр щодо Юпітера — 3,192.